# 愚者

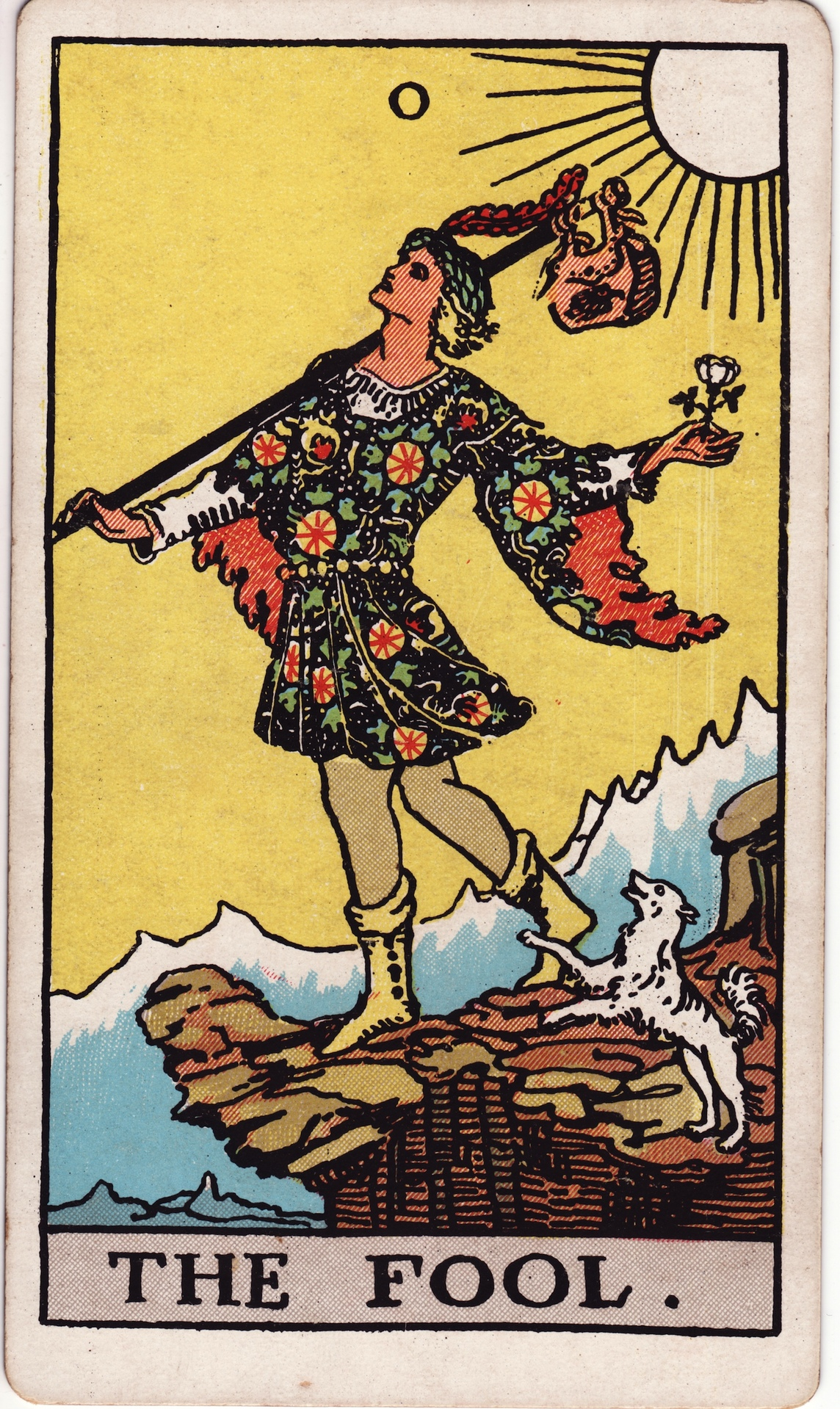
萊德偉特塔羅牌中的愚者

愚者是塔羅牌牌組中的78張牌之一。傳統上，它是22張王牌（在塔羅牌中稱為22張大阿爾克那）中數字最小的一張。然而，在塔羅牌遊戲中，愚者發展成為非王牌（當時王牌為21張）的一張特殊牌，自成一格並具有獨特的功能。在後來的中歐塔羅牌遊戲中，愚者再次演變成為現今的「最大的」王牌。因此，鑒於其獨特的歷史背景，愚者通常是一張不編號的牌且擁有獨特的設計；但有時也會被編為0（第一張），或更少見地標為XXII（最後一張）。其設計以及是否編號，並不明確指出它在特定遊戲中是王牌還是特殊牌的角色。

## 圖像學
在馬賽塔羅牌中，愚者被稱為「Le Mat」，而在大多數義大利語塔羅牌中則被稱為「Il Matto」。這些古語意指「瘋子」或「乞丐」。
在最早的塔羅牌中，愚者通常被描繪為一名乞丐或流浪漢。在威斯康提塔羅牌中，愚者穿著破爛的衣服和沒有鞋子的長襪，背上扛著一根棍子。他的頭髮中似乎插著羽毛。他雜亂的鬍鬚和羽毛可能與森林人或野人的傳統相關聯。另一個與這一傳統相關的早期義大利形象是所謂的「曼提納塔塔羅牌」系列中的第一張（也是數值最低的一張）。這個包含社會角色、寓意人物和古典神祇圖像的版畫系列以「Misero」（貧困者）為開端，描繪了一名倚靠拐杖的乞丐。
類似的形象也出現在德國的Hofämterspiel中；其中的愚者（德語：Narr）被描繪成一名穿著長袍、赤腳的男子，頭巾上似乎掛有鈴鐺，並吹奏著風笛。
馬賽塔羅牌及相關牌組中，同樣描繪了一位蓄鬍的人，他戴著可能是小丑帽的頭飾；他總是背著一根棍子（稱為「行囊棒」），上面掛著他的隨身物品。他似乎正被一隻動物追趕，可能是狗或貓，而這隻動物撕破了他的褲子。
在萊德偉特塔羅牌以及其他為紙牌占卜設計的神秘塔羅牌中，愚者被描繪為一名年輕男子，無意識地朝著懸崖的邊緣行走。在萊德偉特塔羅牌中，他身旁還有一隻小狗相伴。愚者一手拿著一朵白玫瑰（象徵擺脫低俗欲望的自由），另一手攜帶一小包隨身物品，代表尚未開發的集體知識。
在使用法式撲克牌符號的塔羅牌中，若不採用義大利撲克牌符號牌組的傳統象徵圖像作為王牌花色，愚者通常被設計成小丑或吟遊詩人的形象，讓人聯想到標準52張撲克牌中經常附帶的鬼牌。

## 歷史
在萊德偉特塔羅牌之前的牌中，愚者幾乎總是沒有編號。但也有一些例外：某些古老的牌組（包括15世紀的索拉布斯卡塔羅牌）將此牌標為0，而18世紀的比利時牌組則將愚者標為XXII 。在過去的牌組中，愚者幾乎總是完全獨立於王牌的序列之外。然而，歷史上也存在將愚者視為最低王牌以及最高王牌的先例。
傳統上，塔羅牌中的大阿爾克那使用羅馬數字編號。然而，愚者卻使用了阿拉伯數字中的零來編號。
愚者可能是鬼牌（The Joker）的前身。 然而，鬼牌更可能在19世紀50年代獨立發展而成，作為一張專門用於尤克牌（Euchre）遊戲的永久王牌。

## 範例

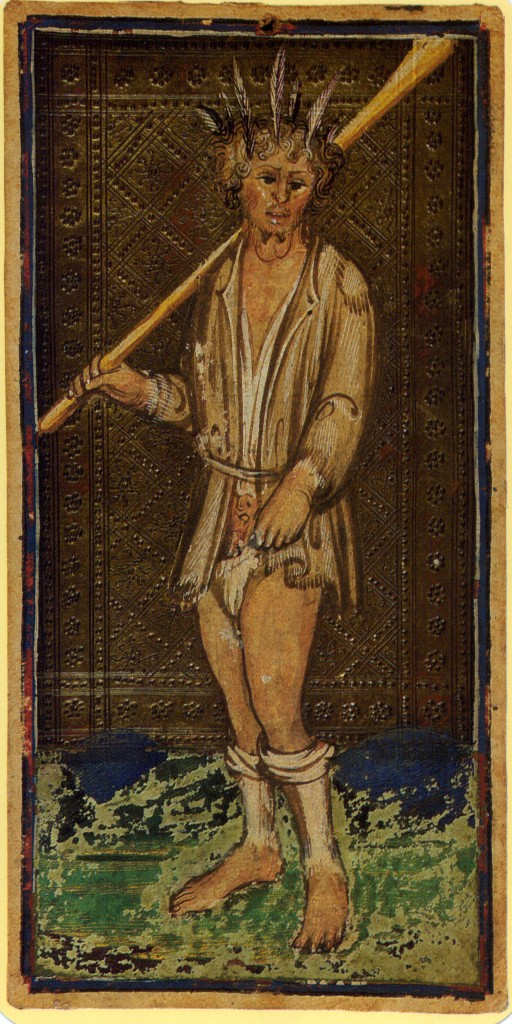
皮爾龐特·摩根·貝加莫（英语：Visconti-Sforza tarot deck） (约 1451)
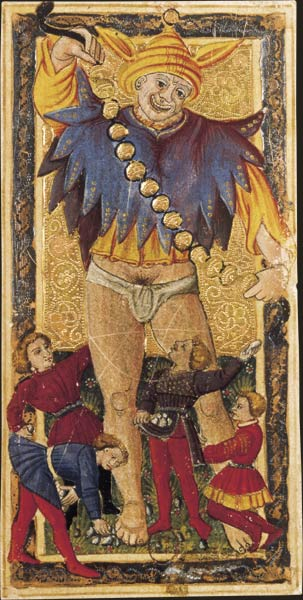
Charles VI (or Gringonneur) (15th century)
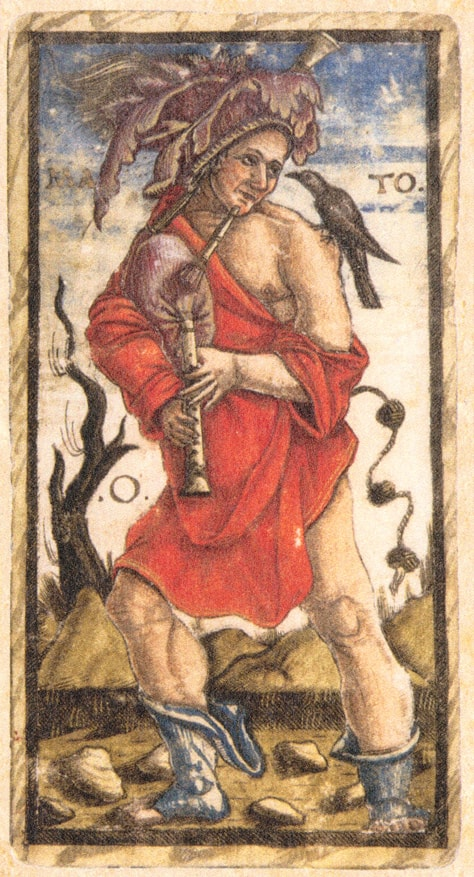
索拉布斯卡（英语：Sola Busca tarot） (1491)
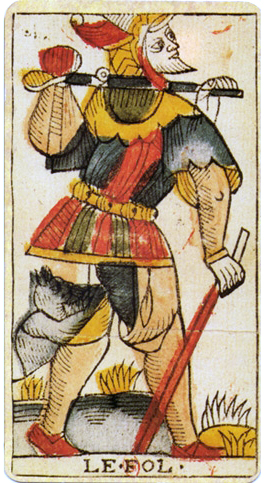
Jean Dodal (1701–1715)
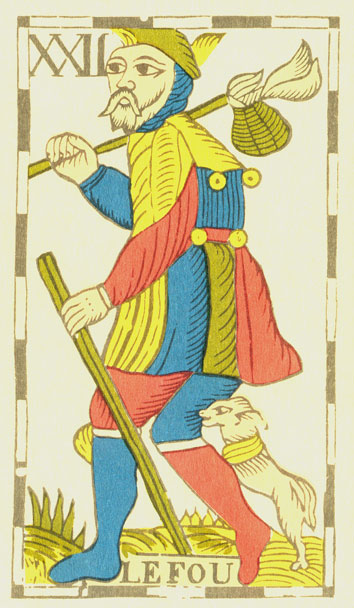
F. I. Vandenborre (1780)
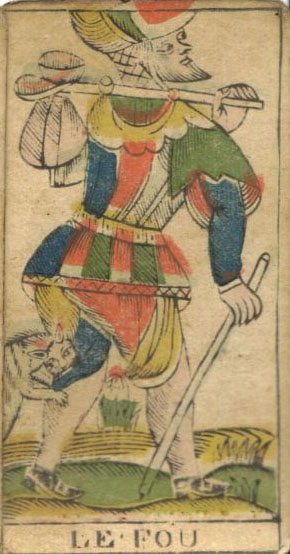
貝桑鬆（英语：Tarot de Besançon） (约 1820–1830)
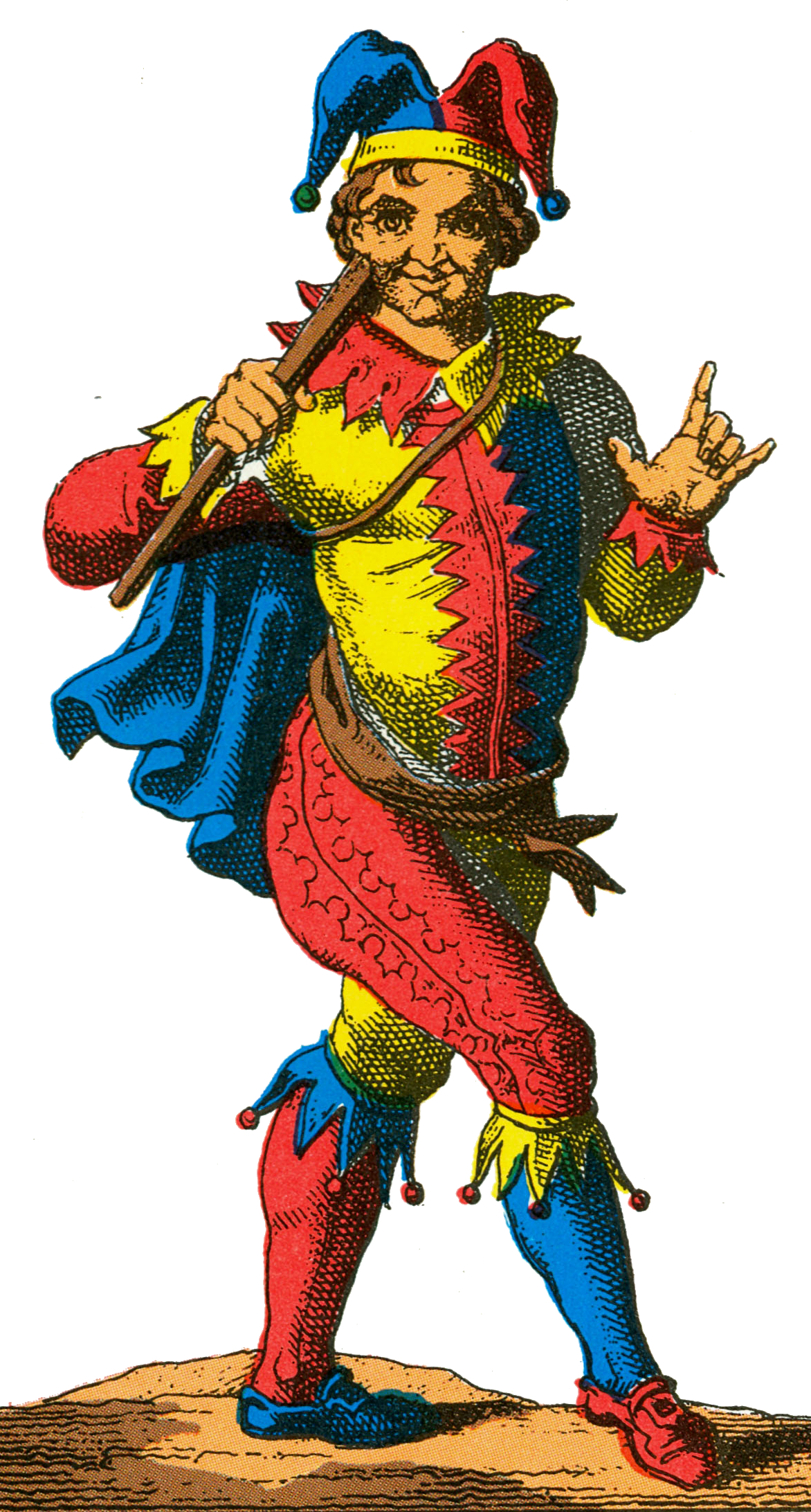
The Fool's tarot card, (约 1831–1838)
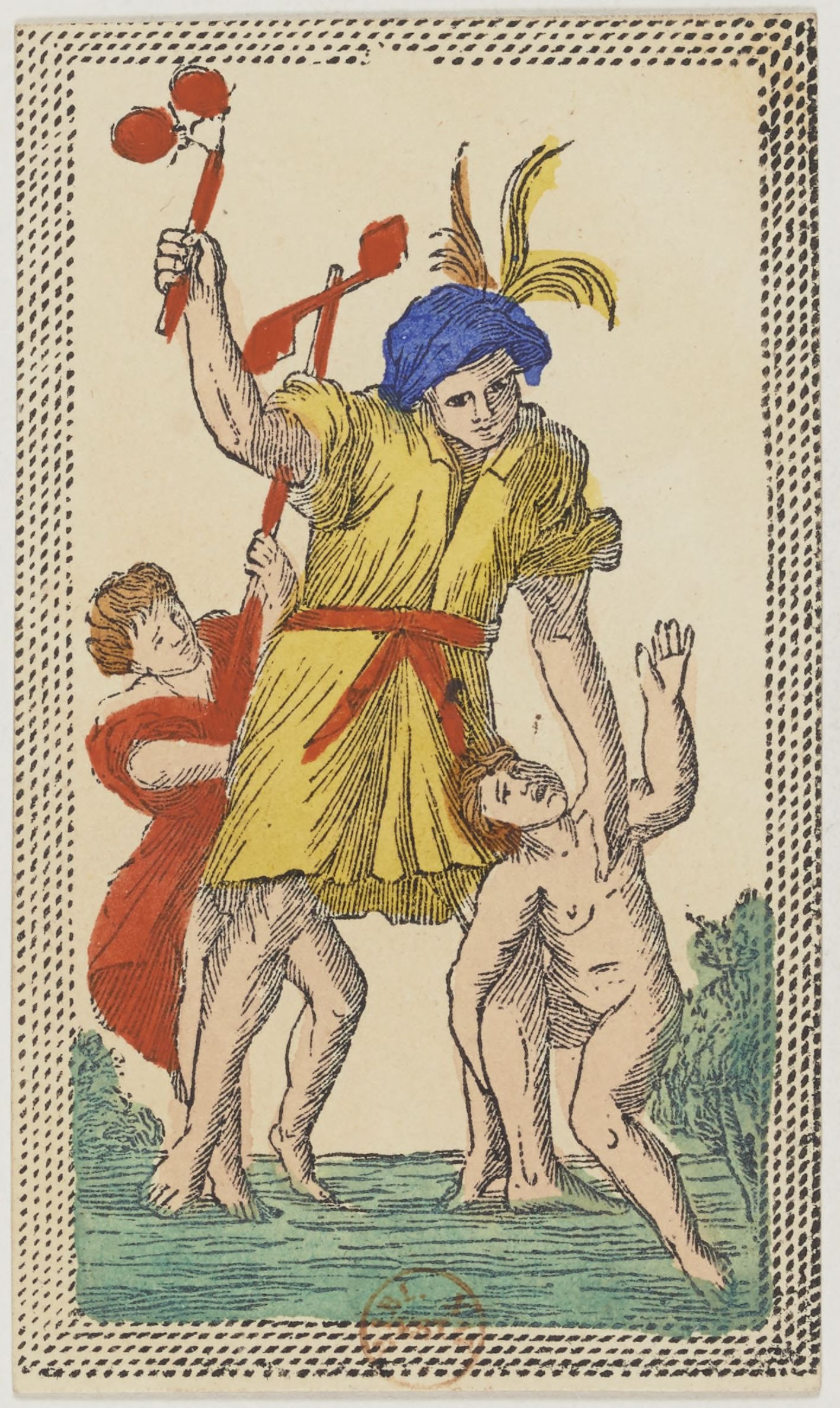
古伊特魯里亞（英语：Minchiate） (1860–1890)
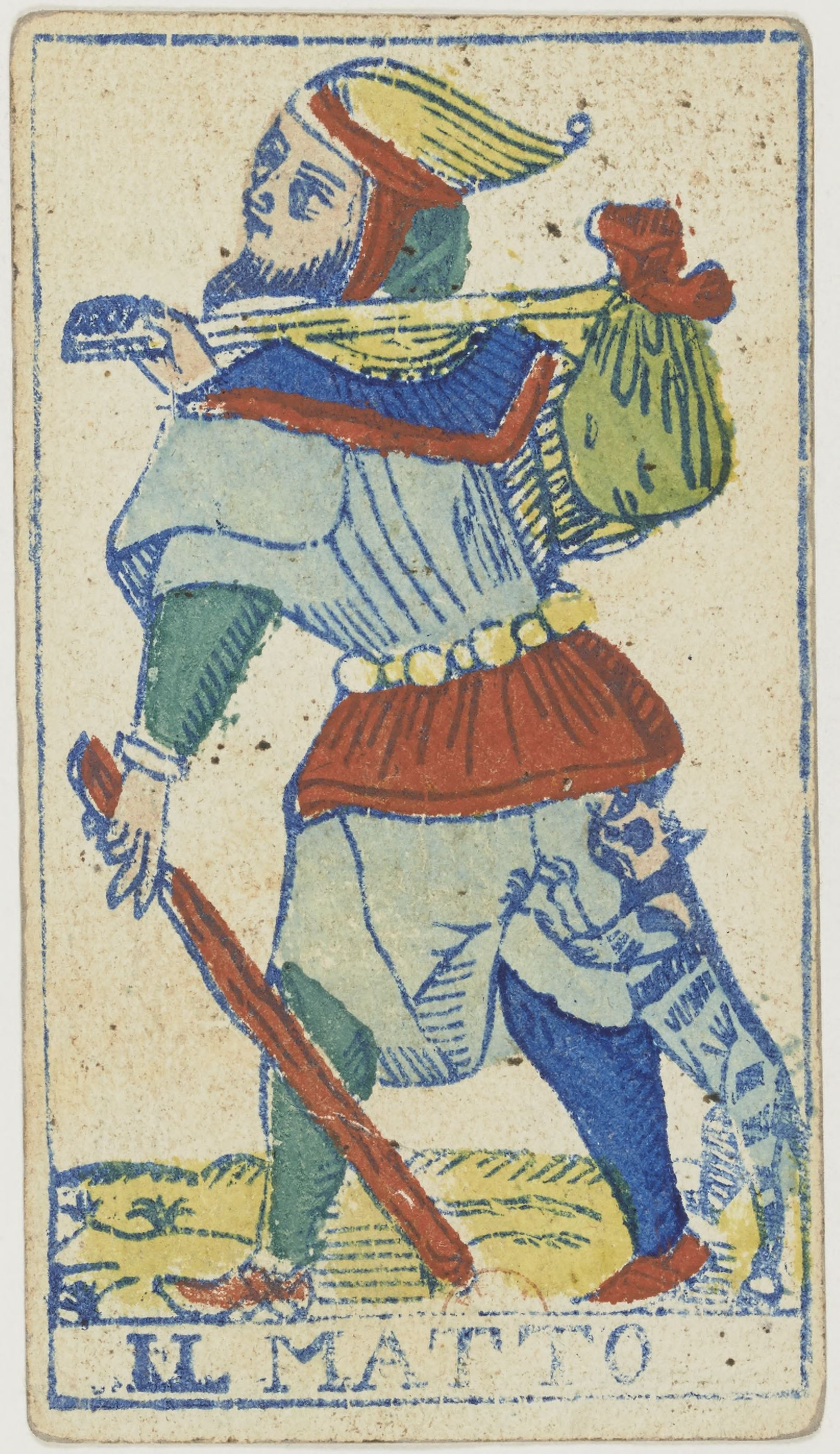
F. F. Solesio (1865)
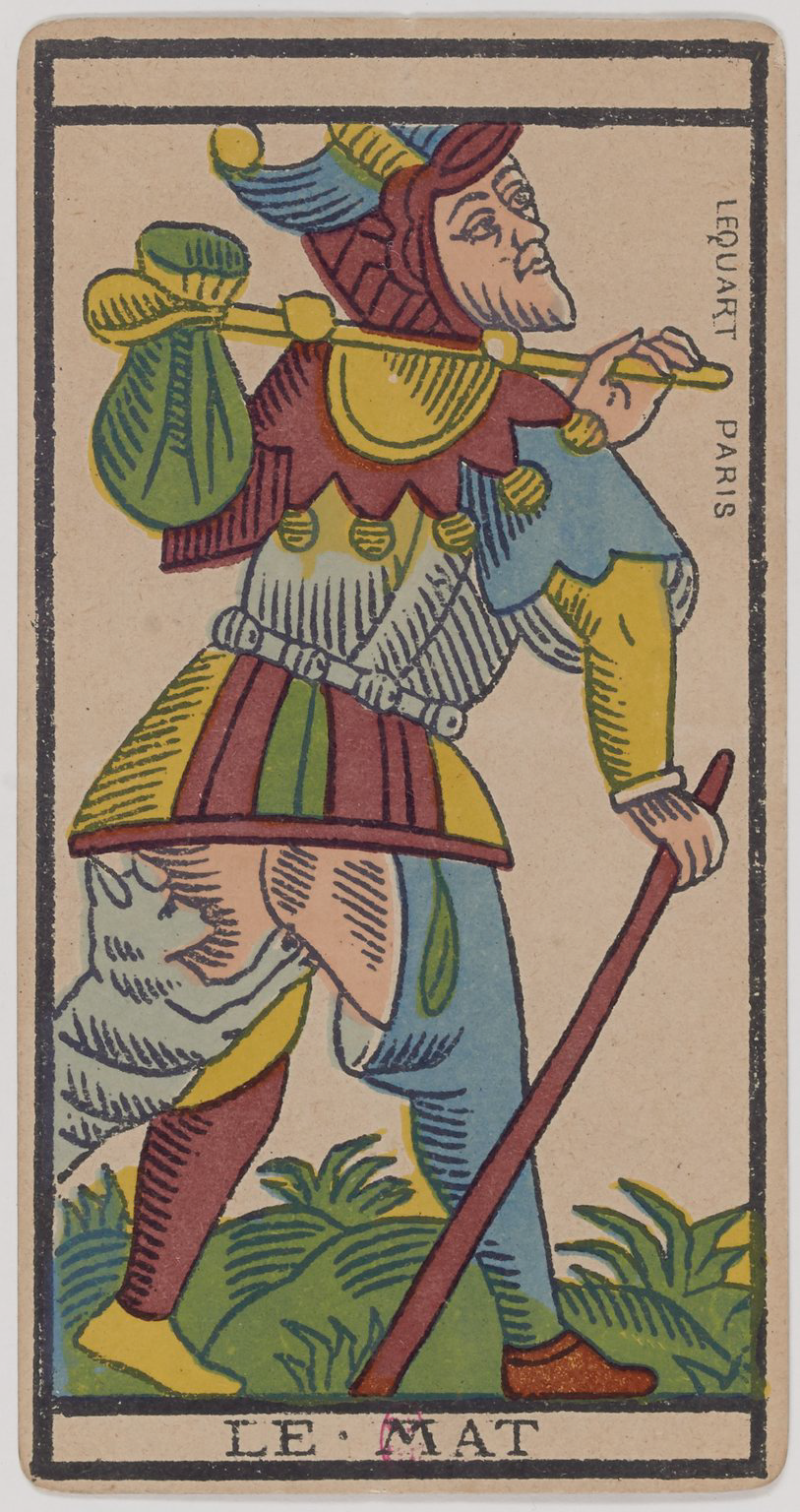
Lequart (1890)
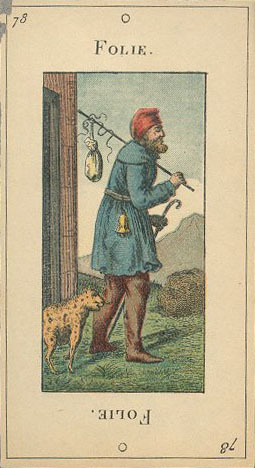
Grand Etteilla（英语：Etteilla） (约 1890–1910)
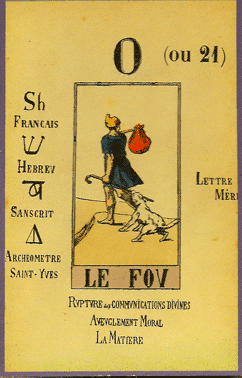
巴布斯 (1909)

## 在塔羅紙牌遊戲中的應用

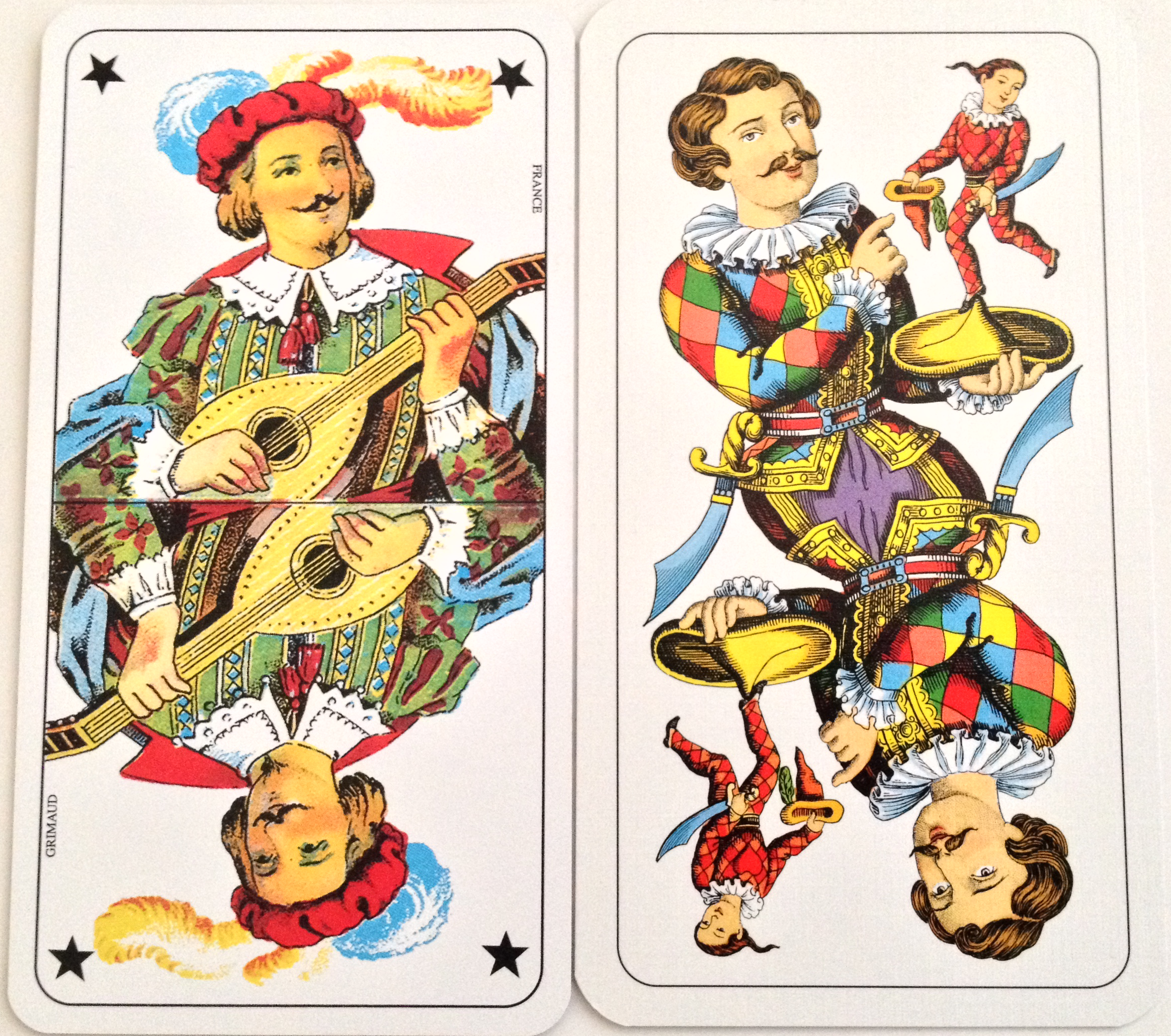
最常見的兩張塔羅愚者牌：新塔羅牌中的 l'Excuse（左）以及來自 Industrie und Glück 的「特魯爾 (卡牌)」（右）。

在塔羅牌占卜中，愚者通常被認為是大阿爾克那的一部分。然而，在塔羅牌遊戲中情況並非如此；愚者在大多數遊戲中的角色獨立於普通花色紙牌和王牌，不屬於任何一類。因此，多數原本用於遊戲的塔羅牌並不會給愚者標上一個在王牌序列中的數字；它沒有序號。韋特為愚者賦予了數字0，但在其著作中，他將愚者置於編號20的審判與編號21的世界之間探討。唯一傳統上會將愚者標註為0的遊戲牌組是義大利式塔羅牌。自1930年代起，新塔羅牌牌組常在愚者牌的角標處使用反轉的黑色五角星作為角標 。在幾乎所有塔羅遊戲中，愚者都是最具價值的牌之一。

### 作為「藉口」

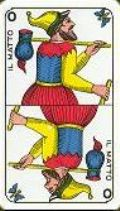
在 義大利式塔羅牌 中，愚者雖被列為0號王牌，但遊戲中實際當作「藉口」

在大多數源自義大利與法國的塔羅遊戲中，愚者有其獨特角色，常被稱為「藉口」。這類遊戲多屬奪墩遊戲；打出愚者時，玩家可免於跟隨牌花色或出王牌。該輪結束後，玩家把愚者收回並加進自己的墩中，大多數遊戲裡會同時將此墩中最不值錢的牌交給該輪贏家。如果沒有可交換的牌，愚者的計分會減少1分，而贏家則獲得1分加分。或者，在一局結束後，若某位玩家或隊伍贏下所有墩，愚者便歸該玩家（或隊伍）所有。通常愚者不會被「贏走」，但在法國塔羅牌的規則中，在最後一輪若同時打出愚者，可能會出現額外的得分獎勵。
在法國塔羅牌的一種小變體中，若玩家手牌中只有王牌1，且沒有其他王牌或愚者，便可使王牌1擁有與愚者相同的功能（petit imprenable）。 不過在正式比賽規則中，若玩家遇到此情況，須宣告手牌並重新分牌。

### 作為最小王牌
18世紀皮埃蒙特地區的遊戲 Sedici 及其變體，將愚者視為最小王牌。與其他常見的塔羅遊戲不同，愚者在此只值1分；這與西西里塔羅牌中的「Miseria（貧乏）」王牌功能相似。

### 作為最高王牌
在多數中歐地區的 Tarock 遊戲中，愚者或「Sküs」被當作第22張王牌，亦是最高王牌。 在 Königrufen 中，愚者可能被奪走，但僅限於它在同一輪同時與王牌21和1出現時；此時由王牌1勝出，被稱作「皇帝之墩」或「童話之墩」 。在匈牙利塔羅牌中，若愚者擊敗了王牌21，傳統上失利的一方必須戴上「滑稽帽」。

### 兼具「藉口」與最高王牌
在法國塔羅牌與 Droggn 裡，愚者通常被視為「藉口」，但若持有愚者的玩家在前幾輪贏得所有墩，那麼在最後一輪打出愚者時，它會成為最高王牌。
在 Troggu 裡，愚者本為最高王牌，但若它是玩家手上最後一張王牌，玩家可改打其他牌以免跟牌。一旦如此，愚者便不再是王牌，而成為只能留到最後一輪出的「藉口」。

### 兼具「藉口」與百搭牌
在博洛尼亞塔羅牌遊戲中，出牌前後，名為 Matto（愚者）與 Bégato（魔術師牌）的牌被稱作「contatori」（記分牌），一種有限度的百搭牌。 它們可單獨或一同使用，用以補足組合中的缺漏或延伸組合，但無法填補相鄰的兩個缺口 。此外，它們不能取代最高王牌或國王。愚者不會被奪走，但魔術師牌可能會被奪，因此玩家通常須謹慎使用。
在格羅斯斯塔洛克類遊戲（現僅存丹麥 'tarok'）中，愚者在聲明組合時可作為替補牌，但若組合因愚者完成，該組合得分只有正常情況的一半。出牌時，若以愚者領頭，它可視為任何花色中最小的牌，結算時仍回到該玩家的墩裡，猶如藉口；然而若對手都無法出這種花色，則可能由對手來指定該輪花色。

## 大眾文化
輕小說《不正經的魔術講師與禁忌教典》中為主角葛倫發動其固有魔術的道具，及擔任帝國宮廷魔導士團特務分室的執行官時的代號。
日本动画《萬花筒之星》的舞台精靈名为「愚者（フル・フール）」。
《JOJO的奇妙冒險》第三部中伊奇的替身名字。
電子遊戲《女神異聞錄系列》中第三、第四、第五代主角的初期人格面具代表塔羅牌皆為「愚者」。
中國西方玄幻小说《诡秘之主》中，主角克莱恩创立的组织-塔罗会中扮演召集者，苏醒的古神，代号为「愚者」。
原為遊戲後改編成日本动画《聖靈家族》中，Liberta／利貝塔的聖靈為「愚者」Il Matto，所擁有的能力言靈 ，能將自己說出的話成真。
撲克牌中的鬼牌，來自塔羅的編號0，也就是愚者或是弄臣，代表開始之前，相當於天地未開的混沌狀態，也是撲克牌中唯一採用的大阿爾卡納牌，在塔羅牌裡面大阿爾卡納牌的作用比較大。所以廣告牌演化為萬能牌用了塔羅的0號小丑。就這樣慢慢發展，鬼牌成為了撲克牌中最大的牌。

## 外部連結
出處：
書名：塔羅入門\Joan Bunning 著\孫梅君譯
牌意解析：
做為0號牌，「愚人」是大阿卡納牌的起始，但也在某程度上與其他牌有所區隔。
1. ↑  Wintle, Simon. . The World of Playing Cards. June 26, 2023  [May 29, 2024]. （原始内容存档于2008-04-18）.
2. ↑  Wintle, Simon. . The World of Playing Cards. May 28, 2022  [May 29, 2024]. （原始内容存档于2008-09-15）.
3. ↑  Butler (1975).
4. ↑  Gray (1988).
5. ↑  .   [2024-12-30]. （原始内容存档于2019-01-07）.
6. ↑  Nichols (1973).
7. ↑  Parlett, David, , Oxford University Press: 191, 1990, ISBN 0-19-214165-1
8. ↑  .   [2025-02-25]. （原始内容存档于2016-03-04）.
9. ↑  .   [2025-02-25]. （原始内容存档于2016-03-04）.
10. ↑  .   [2025-02-25]. （原始内容存档于2004-12-06）.
11. ↑  Dummett & McLeod (2004)，第169-170頁.
12. ↑  .   [2025-02-25]. （原始内容存档于2023-03-22）.
13. ↑  Konigrufen rules
14. ↑  .   [2025-02-25]. （原始内容存档于2025-03-28）.
15. ↑  .   [2025-02-25]. （原始内容存档于2004-12-06）.
16. ↑  .   [2025-02-25]. （原始内容存档于2025-01-14）.
17. ↑  .   [2025-02-25]. （原始内容存档于2016-02-23）.
18. ↑  Tarocchino Bolognese
19. ↑  .   [2025-02-25]. （原始内容存档于2020-07-24）.
20. ↑  .   [2025-02-25]. （原始内容存档于2025-04-19）.